# 井上毅
井上 毅（いのうえ こわし、天保14年12月18日〈1844年2月6日〉- 明治28年〈1895年〉3月17日）は、幕末・明治期の日本の武士（熊本藩士）、官僚、政治家。大日本帝国憲法起草者の一人。栄典は正三位勲一等子爵。

## 概説
肥後国熊本藩家老・長岡是容（監物）の家臣・飯田家に生まれ井上茂三郎の養子になる。必由堂、藩校時習館で学び、江戸や長崎へ遊学。明治維新後は大学南校で学び明治政府の司法省に仕官、1年かけた西欧視察におもむく。帰国後に大久保利通に登用され、その死後は岩倉具視に重用される。明治十四年の政変では岩倉具視、伊藤博文派に属する。
安定政権を作れる政府与党が出来る環境にない現在の日本で議院内閣制を導入することの不可を説いて、ドイツ式の国家体制樹立を説き、国学等にも通じ、伊藤と共に大日本帝国憲法や皇室典範、教育勅語、軍人勅諭などの起草に参加した。法制局長官、枢密顧問官、第2次伊藤内閣の文部大臣を歴任。
同時代の政治家・井上馨とは血縁関係は無い。

## 生涯

### 熊本藩士
天保14年12月18日（1844年2月6日）、肥後熊本藩家老・長岡是容の家臣・飯田権五兵衛の3男として、熊本城下の長岡家下屋敷の長屋に生まれる。父は年米25俵の下級武士で、母美恵は同じ長岡家家臣神山家の出身。幼名は多久馬。号は独々斎、または梧陰。
幼少時から神童ともてはやされ、家事をしながら読書を欠かさずこなし、勉強熱心な姿勢が主君・長岡是容に気に入られ、嘉永5年（1852年）1月に長岡家の家塾・必由堂に入れられ、安政4年（1857年）6月までの5年間を過ごした。続いて同年7月に是容の推薦で儒学者木下犀潭（韡村）の塾へ入門、そこで頭角を現し竹添進一郎・古荘嘉門・木村弦雄と共に秀才として注目され、文久2年（1862年）9月に陪臣ながら木下の推薦で藩校時習館の居寮生となった。
慶応2年（1866年）、井上茂三郎の養子になり姓を井上に替える（明治5年（1872年）には名も替え、多久馬から毅へ改名）。同年2月に学習課程を修了した後も時習館の寮で勉強を続け、元治元年（1864年）10月に蟄居していた横井小楠を尋ね討論を交わしたり（その時の様子を『沼山対話』として記録）、慶応3年（1867年）9月に江戸幕府が開設した横浜のフランス語伝習所へ移ったが、同年10月の大政奉還で幕府が滅亡、翌慶応4年（明治元年、1868年）1月からの戊辰戦争による混乱で旅行は中止、4月に帰郷した。諦めず7月に長崎のフランス語伝習所へ転入したが、熊本藩が戊辰戦争で明治新政府へ味方すべく参戦、藩からの命令でやむなく長崎遊学も断念した。
8月に是容の息子米田虎雄が指揮する熊本藩兵に従軍、9月中に平潟から中村、二本松など東北地方を巡った。戦いは既に先発の薩摩藩・土佐藩などの官軍が仙台藩・会津藩など敵を蹴散らした後だったため、熊本藩兵は出番がなく9月22日に二本松から南下して29日に江戸へ戻り、10月19日に海路熊本へ帰藩した。従軍した井上は『北征日記』という日記を書いて鎌倉、江の島などを旅行、帰藩後は年末から翌明治2年（1869年）10月まで藩の命令で長崎へ滞在している。

### 明治政府の官僚
明治3年（1870年）9月に貢進生として大学南校で学ぶ。ここで教員見習に当たる少舎長に就任、12月に中舎長に昇進したが、翌明治4年（1871年）2月に辞職、12月に明治政府の司法省に仕官し、フランス語ができたため司法卿江藤新平に随行する西欧使節団（8人）の一員として明治5年9月に横浜から出航して渡欧（江藤は加わらず）、フランス中心に司法制度の調査研究を行った。ドイツ・ベルリンでは法学会で自然法論に対抗して勃興した歴史法学を重視し、民法作成にローマ法・ナポレオン法典を採用する拙速行為に反対する歴史法学を学んで、日本固有の文化・習慣・法律の保持を考えるようになり、ナポレオン法典翻訳による民法制定を企画していた江藤と思想の上で決別した。
翌6年（1873年）9月6日に帰国、10月に明治六年政変で江藤が下野した後は大久保利通に登用され、明治7年（1874年）2月に佐賀の乱鎮圧に向かった大久保に同行してかつての上司だった江藤の処刑を見届け、同年5月の台湾出兵を片付けるため8月に清へ渡った大久保に随行、清の交渉文書の作成を任された。明治8年（1875年）にヨーロッパでの学習を元にした『王国建国法』を訳出、翌明治9年（1876年）に正院の法制局主事に任じられ、その年の夏には、岩倉具視から憲法制定の諮問に応じて意見を提出、外国の憲法と聖徳太子の十七条憲法、貞永式目などとは君主の法的制限の有無が異なると性質の違いを挙げ、憲法制定と議会開設を同一に捉えて時勢変化の自覚を促す内容を書き記した。
明治10年（1877年）1月に太政官大書記官に就任、西南戦争が勃発すると伊藤博文の随行員として京都に移った政府へ向かい、3月に山田顕義が指揮する別働第二旅団に属することを命じられ神戸港を船で出航、始め長崎、次いで八代に上陸し募兵と軍の監督に努めた。4月に別働隊が熊本城を解放してからは京都へ戻り、先に東京へ引き上げた政府の残務処理を行った後の8月に東京へ帰還した。翌明治11年（1878年）の大久保の暗殺後は岩倉具視のブレーンとして活躍する一方、伊藤の求めにも応じてしばしば彼の意見書作成に手を貸していた。
明治13年（1880年）2月から伊藤・井上馨・黒田清隆を始めとする各参議が憲法と国会開設の実現方法を記した意見書を政府に提出した時、11月に伊藤と話し合った末に作られた意見書は国会開設は時期尚早とし、漸進的な発展を主とする内容にまとまり12月に上奏された。また、同年4月と12月に琉球処分を巡る清との交渉（分島問題）に出かけた伊藤に随行したりしている。
明治9年（1876年）に記した『憲法意見控』では、これから制定する憲法は十七条憲法とは異なるものとし、欧米諸国の法制度だけを問題視していたが、後に小野梓の『国憲汎論』に触発され、政治のための国典研究の必要性に目覚め、国文学者の小中村清矩、落合直文、増田于信らと交わり、小中村義象を助手として、『古事記』、『日本書紀』以下の六国史、『令義解』、『古語拾遺』、『万葉集』、『類聚国史』、『延喜式』、『職原鈔』、『大日本史』、『新論』などを研究する。

### 大日本帝国憲法の起草
明治14年（1881年）3月、有栖川宮熾仁親王の求めに応じ大隈重信と矢野文雄が憲法意見書を提出した際、岩倉から意見を求められるや否や、福澤諭吉の『民情一新』を添えて大隈の意見書との類似を指摘、イギリスに範をとる憲法制度に反対した。6月に外務省雇の法律顧問ロエスレルの協力を得て、『欽定憲法考』、『憲法意見第一』、『憲法綱領』などの調査書類を提出。漸進主義とプロイセン（ドイツ）型国家構想を主張した。6月30日に伊藤を訪ね大隈排斥を提案するが説得できず、その後も書を送って憲法草案の大任にあたるよう懇請、伊藤の決心を促すため、この大事が他人の手に渡るならば自分は熊本に帰るまでと述べる。
以後も大隈排斥の多数派工作のため、宮島で療養中の井上馨を訪ね、彼を大隈排斥とプロイセン型憲法の早期制定論者へと豹変させ、伊藤への説得を依頼する。続いて薩摩閥の松方正義の説得に成功、黒田清隆・西郷従道ら薩摩派への工作を依頼する。この間、7月5日には岩倉の名で井上の憲法意見書が『大綱領』として上奏されている。そして開拓使官有物払下げ事件が報道されると、大隈・福澤らを政府内から排撃するため、大隈陰謀説の流布に加担し、結果として10月に発生した大隈と彼に属する官僚の罷免につながる（明治十四年の政変）。9月には伊藤から内閣制度改革案を起草され関係を修復した。
政変後は伊藤のブレーンとして活躍し12月に発足した参事院（後の内閣法制局）の議官になり、国会開設の詔を起草、明治15年（1882年）に発布されることになる軍人勅諭の起草に関わる。同年と明治17年（1884年）に朝鮮で起こった壬午事変・甲申政変に対応して和睦に派遣された花房義質や井上馨に同行して朝鮮へ渡り、朝鮮との交渉に努めた。さらに明治17年（1884年）3月17日に憲法制定のために設置された制度取調局長官に就任した伊藤の下で御用掛を兼任、同じ御用掛となった伊東巳代治・金子堅太郎らと共に伊藤の補佐役として大日本帝国憲法の起草に参加、皇室典範の起草にも関わる。ただ、同年の華族令の公布と明治18年（1885年）の内閣制度始動による第1次伊藤内閣の発足など政治体制の整備で憲法は後回しになり、本格的な憲法作りは先へ持ち越された。
明治19年（1886年）5月に伊藤の呼びかけで憲法に着手、翌明治20年（1887年）5月に憲法草案に甲案・乙案を伊藤へ提出、ロエスレルも伊藤に出した草案を参考にして憲法作成は始動した。同年6月から8月にかけて夏島（現在の神奈川県横須賀市）にあった伊藤の別荘で作業を行い、伊東・金子も交えて4人で討論しながら草案完成に向けて全力を尽くし、10月に高輪（現在の東京都港区）の伊藤の屋敷に移り重ねて議論、明治21年（1888年）4月27日に草案が完成、3日後の30日に伊藤は首相を辞任、代わりに憲法審議機関として枢密院を創設し、自身は議長として引き続き憲法作成に取り掛かった。井上ら3名も枢密院書記官として伊藤の側に仕えて憲法審議に参加（井上のみ書記官長に就任、法制局長官も兼ねる）、顧問官に任命された政治家達と議論を尽くした末、明治22年（1889年）2月11日に大日本帝国憲法は公布された。
憲法草案作成の前後、明治19年（1886年）末から明治20年（1887年）初めにかけて、小中村義象を随伴して相模・房総を訪ねた際、鹿野山登山中に小中村の示唆から『古事記』における「シラス」と「ウシハク」の区別に着目、後に「シラス」の統治理念を研究する。草案は井上のこの閃きで「日本天皇ハ万世一系ノ天皇ノ治（しら）ス所ナリ」と書かれたが、本文で改められて「治ス」が「統治ス」に変化、憲法第1条に記された。

### 政治諸問題の対処
第1次伊藤内閣期、ボアソナードとの会見で外務大臣・井上馨の不平等条約改正に不備があり、治外法権撤廃の代わりに外国人被告の裁判には外国人裁判官を半数以上任用することを条件としていると知り、これが日本の立法権・司法権の独立を侵すものであるとして反発を覚える。条約改正外交への国民の反発から民情不安が醸成され、明治20年（1887年）12月に山縣有朋の提案で伊藤が保安条例による強権発動におよび、憲法制定のため努力したとしても政府と国会の衝突が不可避であり、憲法が空文化するとして辞表を提出する。これは憲法草案作成中の第1次伊藤内閣を危機にさらすこととなったため、伊藤は慰留に努めた。この条約改正問題は馨が明治20年（1887年）9月に辞職することで決着となる。
馨の後は大隈重信が外相となり、伊藤の首相辞任後に黒田清隆が樹立した黒田内閣の下で条約改正に当たったが、大隈の改正案も外国人判事任用で前の案と変わらない内容に反発して明治22年（1889年）9月に辞表を提出、伊藤に反対運動を起こすよう促す一方で、元田永孚・山田顕義・山縣有朋などを訪ねて改正中止の輪を拡大させた。同年10月に大隈が爆弾テロで重傷を負い、黒田が責任を取って辞職したことで条約改正は中止に決まった。
次の第1次山縣内閣では教育勅語の制定と予算案に関する対策を練り、明治23年（1890年）7月19日に枢密顧問官を兼任、11月29日に帝国議会が開会してからは憲法第67条の解釈（予算案の削除対象）を伊藤らと相談、翌明治24年（1891年）2月までに内容を纏めて提出、政府と議会の事前協議で予算案を確定してから予算案の増減を議会で決めるべきと上奏した。この方法を元にして3月に政府と議会が妥協して予算が成立、閉会を迎えたが、このころから持病の結核が悪化、伊藤や山縣に病状を訴え休職・辞職を願い出るようになっていた。
同年5月に松方正義が首相となり第1次松方内閣が成立したが、井上は同月に法制局長官を辞任（6月に文事秘書官長に転任）、松方とは協力せず傍観、明治25年（1892年）に松方に替わり伊藤が再度首相に在任した第2次伊藤内閣では政権に加わらなかったが、第4回帝国議会で政府と議会の対立が激しくなり予算の成立が難航した時、明治26年（1893年）に伊藤に明治天皇の詔勅を引き出させ事態を打開するよう働きかけ、2月10日の和協の詔勅による天皇の和睦呼びかけで政府と議会の和睦を果たし予算を成立させ、穏健に議会閉会へ持ち込んだ。

### 学校・教育改革
明治26年（1893年）3月7日、第2次伊藤内閣において文部大臣を務める。任期は結核のさらなる悪化もあり翌27年（1894年）8月29日までの約1年半に過ぎなかったが、学制改革を目標とし、小学校就学の増加および実業教育の盛り込みを政策に掲げ改善に全力を尽くした。背景には欧米と比較して日本の教育で有用な人材が育たない不満があり、資本主義の発展に伴う実業多様化に応じ、小学から大学まで生徒の自立心を育み、かつ実業に興味を示し、列強進出を背景に国際情勢の緊張を念頭に置いた愛国心の浸透、海外でも通用する人材を育成出来るよう誘導する教育の実現を目指した。6月に閣議に提出した7ヶ条の改革案は、就学率の低い小学校の改善を図るため敷居を低くして国が補助金を出す、実業・工業学校も同様に補助金対象とする、高等中学校の再編で専門学校を開設して大学進学以外の道も開くようにすることを明記、井上はこの案に基づき改革に邁進することになる。
文相としての姿勢は対話を重んじ、在野の教育学者を招いてこれからの教育論を話し合い、新聞に文部省の教育方針を発表して意見募集を呼びかけ、直接学校へ乗り込み実地調査を徹底的にやりこんだりもしている。官民の対話を試みた案に6月12日制定の教育高等会議があり、地方・中央から民間の教育者などを集め官僚と共同で学校問題を話し合い、文相の諮問機関に設定する対話政策を発案した。教育会議計画は井上の任期に実現しなかったが、明治29年（1896年）の蜂須賀茂韶が文相の時に成立する。また、同年度の予算案に小学校教育費国庫補助法を提出したが却下され、翌年度も成立せず小学の改革は上手くいかず、大学でも教師陣の反対で介入を控えた。
一方、高校と実業教育の再編は進み、小学に手を加えない代わりに、未就学者を対象に基礎学問や実学教育を軸とした、小学を補完する教育機関の設立を図り、11月22日に実業補習学校規程を公布して、明治27年（1894年）6月12日に実業教育費国庫補助法が公布、後に実業補習学校が設立されるきっかけを作った。中学・高校も改編され、尋常中学校は同月15日に実習科目（図画・測量など）を加えた実科中学校として地方に追加出来る許可制を設けた。25日に第一次高等学校令も公布して高等中学校を尋常中学校と高等学校に分離・改編、7月25日に職業専門学校である徒弟学校規程を公布したのを最後に8月29日に辞任した。井上のこれらの改革は事案を先取りし過ぎて直ちに実現されなかったが、教育発展の足掛かりとして後に設立・学生に大学以外に様々な分野へ進める多様性を開いていった。
教育以外に閣僚の一員として他の政治事件関与も試み、千島艦事件裁判におけるイギリス相手の訴訟に関わりたがったり、議会対策で解散論を主張したが、いずれも伊藤に容れられず、思想のずれもあって伊藤から遠ざけられ、教育界の活動の他は消極的になり辞任に至った。
政界から身を引いた後は逗子（現在の神奈川県逗子市）の別荘で療養に努めたが、病気の進行は進み明治28年（1895年）3月17日、51歳で死去。亡くなる前の1月に子爵位を授けられ、2月に漢学者岡松甕谷の子匡四郎を長女富士子の婿養子に迎えた。墓は東京都台東区谷中の瑞輪寺。

## 人物

### 思想
儒教を始め古典や荻生徂徠・佐藤一斎など日本の他学派を取り入れ読書・註釈など勉強に明け暮れ、儒教でも特に朱子学を学び尽くし、学祖朱熹など中国の学者達の故事を引き合いに出し、朱子学をただ記録するだけでなく、空理空論の部分を批判し実践的な学問（実学）を重視して現実政治に生かすことを目標に勉強に取り組んだ。幕末当時の日本を取り巻く国際情勢に興味を示したが、元治元年の横井小楠との対談では開国で外国との貿易を盛んにして富国強兵と外国の友好を掲げる小楠に対し、言葉も文化も国の制度も違う外国と日本が上手く交流出来るか怪しい、日本は農業重視の自給自足を貫き外国と貿易をする必要はないと反論、秩序維持の観点から鎖国堅持を主張していた。
明治では外国法を新たに学習して鎖国思想から切り替えたが、フランス流の「自然法」の概念を否定し、法を「民族精神」の発露と捉えるドイツの歴史学派法学に触れ、自説である自国の伝統維持を一致させてドイツの法学を日本に浸透させることに尽くした。また、儒学の思想における「仁」も歴史法学と一致すると解釈、急進的な文明開化を批判し漸進的な進歩を主張、『王国建国法』を始めとする訳書を書いてヨーロッパの法律を日本に紹介して法学を広めた。
一方、天皇の政治的位置付けは大権を保持しつつ、率先して政治の行き詰まりを打破する君主像を理想としていた。夏島草案作成中に行政を一手に収める内閣の憲法記入を「天皇の大権侵犯」として削除、議会と政府の対立を詔勅で収拾させ、宮廷費を節約して海軍費の補填に回し、積極的に人心収攬を図り内部改革の奨励を行うべきと直接明治天皇へ上奏した（明治25年6月23日）。しかし井上の意見は受け入れられず、その後も詔勅政策を主張しては第2次伊藤内閣に却下され続け、ようやく明治26年2月10日に実現を見た時は「時期が遅く、大勢の挽回に至らなかった」と本来の目的から後退、天皇が政治関与に消極的で受身な姿勢を取ったため、政府と議会の和睦に留まったことを悔やんでいる。これは儒学における徳治主義から天皇の君主像を求めていたからだったが、立憲主義を重視する天皇に積極的な政治関与をする気はなく、伊藤ともすれ違いを生じることに繋がった。

### 伊藤博文との関係
伊藤博文は徳大寺実則宛ての書簡で井上を「忠実無二の者」と評し、宮中保守派との対決のために自ら宮内卿を兼ねた際にも自分の側近から井上だけを図書頭として宮内省入りさせるなど（明治17年8月）能力を高く買い信頼もしていた。だが一方で自分の信念に忠実な余り過激な振る舞いに出ることがあり、明治十四年の政変の際には井上が勝手に岩倉に対してドイツ式の国家建設を説いて、これを政府の方針として決定させようとした事を知った伊藤は井上に向かって「書記官輩之関係不可然」と罵倒（明治14年7月5日付岩倉具視宛井上書簡）している。
また後年、井上馨の条約改正案に反対していた井上がボアソナードによる反対意見書を各方面の反対派に伝えて条約改正反対運動を煽ったために第1次伊藤内閣そのものが危機に晒されるなど、伊藤は井上によるスタンドプレーに悩まされることもあった。
議会対策と政治制度では伊藤と井上の方針に違いが見られ、憲法に行政権統一と連帯責任を与える内閣を明記しようとした伊藤に、井上は天皇大権の侵犯の可能性を挙げて撤回させ、天皇に対する国務大臣の単独輔弼で首相の弱い権限が規定された。また、民党が議会で単なる政府反対だけの活動に終始しているとみた井上は議会を否定的に捉え、解散の強行か天皇の仲裁による大規模な行政改革を主張して自由党の妥協や政党政治に反対していたが、伊藤の方は時が経つにつれ内閣と政党それぞれが政治に慣れるに従い、互いに歩み寄りの姿勢で進展が見られると考え、内閣の連帯責任も時間経過で必要とする制度が作られるだろうと述べ、漸進的に政党政治を着実に浸透させることを考え、自由党との妥協や立憲政友会の創立にこぎつける。こうした伊藤の主義に納得出来ない井上は晩年に「自分は伊藤のために一生を誤られた」と言ったとされるが、文相辞任後も伊藤への手紙送付は欠かさず、病状の悪化で書けなくなるまで文通は続けられた（最後の手紙は伊藤に宛てた明治27年11月19日付の手紙）。

### 教育勅語への関与
明治23年10月30日に発表された教育勅語は、第1次山縣内閣の下で起草された。その直接の契機は、山縣有朋内閣総理大臣の影響下にある地方長官会議が、同年2月26日に「徳育涵養の義に付建議」を決議し、知識の伝授に偏る従来の学校教育を修正して、道徳心の育成も重視するように求めたことによる。また、明治天皇が以前から道徳教育に大きな関心を寄せていたこともあり、榎本武揚文部大臣に対して道徳教育の基本方針を立てるよう命じた。ところが、榎本はこれを推進しなかったため5月に更迭され、後任の文部大臣として山縣は腹心の芳川顕正を推薦した。これに対して明治天皇は難色を示したが、山縣が自ら芳川を指導することを条件に天皇を説得、了承させた。文部大臣に就任した芳川は、女子高等師範学校学長の中村正直に、道徳教育に関する勅語の原案を起草させた。
この中村原案について、山縣が法制局長官の井上に示して意見を求めた所、井上は中村原案の宗教色・哲学色を理由に猛反対した。山縣は政府の知恵袋とされていた井上の意見を重んじ、中村に代えて井上に起草を依頼した。井上は6月20日付の山縣宛の手紙で中村原案を破棄し、7ヵ条に亘る教育勅語制定の問題点を挙げ、「立憲主義に従えば君主は国民の良心の自由に干渉しない」「宗教、哲学、政治、学問とは関わりない中立的な内容で記す」ことを前提として、宗教色など世俗性を排することを企図して原案を作成した。井上は自身の原案を提出した後、一度は教育勅語構想そのものに反対して25日に山縣に中止を進言したが、山縣の制定の意思が変わらないことを知り、自ら教育勅語起草に関わるようになった。この井上原案の段階で、後の教育勅語の内容はほぼ固まっている。
一方、天皇側近の儒学者である元田永孚は、以前から儒教に基づく道徳教育の必要性を明治天皇に進言しており、明治12年（1879年）には儒教色の色濃い教学聖旨を起草して、政府幹部に勅語の形で示していた。元田は、新たに道徳教育に関する勅語を起草するに際しても、儒教に基づく独自の案を作成していたが、井上原案に接するとこれに同調した。元田は熊本藩の藩校時習館の同窓（先輩）である。井上は元田に相談しながら語句や構成を練り、最終案を完成した。
10月30日に発表された「教育ニ関スル勅語」は、国務に関わる法令・文書ではなく、天皇自身の言葉として扱われたため、天皇自身の署名だけが記され、国務大臣の署名は副署されなかった。井上は明治天皇が直接下賜する形式を主張したが容れられず、文部大臣を介して下賜する形がとられた。

## 評価
保守的で中央集権国家の確立に尽力して政党政治に強く反対した井上ではあったが、法治国家・立憲主義の原則を重んじて、その原則で保障された国民の権利は国家といえども正当な法的根拠がない限り奪うことが出来ないと考えていた。そのため、これらを否定するような反動的な主張に対しては毅然とした態度で立ち向かったという。また、超然主義に対しても行き過ぎた議会軽視であると批判的であり、法制局長官としては議会に有利な判断を下すことも多かったとされている。
中江兆民は遺著『一年有半』の中で井上と白根専一を「真面目で横着ではなく、図々しいところのない」と評して敵対者ながらその人物を高く評価している。徳富蘇峰も國民新聞で「彼はまことに国家のためにその汗血を絞り尽くしたる也」と書いている。後年、井上の遺文書類が國學院大學に『梧陰文庫』として保管されたが、整理担当者の1人木野主計は井上の多彩な活動に注目し「明治国家形成のグランドデザイナー」と称している。

## 系譜
- 井上氏
井上茂三郎 ― 毅 ― 匡四郎（養嗣子、岡松甕谷の子）

## 家族
- 前妻：二宮九平の長女常子（?–1884）[19]
- 後妻：木下犀潭（真太郎）の長女鶴子（1849–1935）[19][20]
  - 長女：富士子（1886–1944） - 井上匡四郎と結婚[19]
  - 次女：とき（1888–1914） - 早瀬義正と結婚[19]
  - 三女：いと（1889–1948） - 山田正三と結婚[19]
  - 養子：匡四郎（1876–1959） - 富士子の夫

## 年譜
- 参事院議官任官
- 内閣書記官長兼任
- 1883年（明治16年）7月16日 - 内閣書記官長免官[21]
- 図書頭任官
- 1885年（明治18年）12月28日 - 臨時官制審査委員長仰付[22]
- 1888年（明治21年）2月7日 - 法制局長官（勅任官一等）任官、賜下級俸[23]
- 枢密院書記官長兼任
- 1889年（明治22年）
  - 5月10日 - 枢密院書記官長免官[24]
  - 10月14日 - 臨時帝国議会事務局総裁（勅任官一等）兼任[25]
- 1890年（明治23年）
  - 1月28日 - 賜上級俸[26]
  - 7月19日 - 枢密顧問官兼任[27]
  - 臨時帝国議会事務局総裁免官
  - 12月2日 - 文事秘書官長（勅任官一等）兼任[28]
- 1891年（明治24年）
  - 5月8日 - 法制局長官依願免官[29]
  - 6月1日 - 文事秘書官長（勅任官一等）兼任[30]
- 1893年（明治26年）3月7日 - 文部大臣任官、文事秘書官長免官[31]
- 1894年（明治27年）8月29日 - 文部大臣依願免官[32]

## 栄典
位階
- 1875年（明治8年）
  - 2月24日 - 正七位[33]
  - 10月24日 - 正六位[33]
- 1876年（明治9年）8月2日 - 従五位[33]
- 1881年（明治14年）11月28日 - 正五位[33]
- 1884年（明治17年）9月30日 - 従四位[33][34]
- 1888年（明治21年）2月17日 - 従三位[33]
- 1890年（明治23年）7月29日 - 正三位[33][35]

爵位
- 1895年（明治28年）1月7日 - 子爵[33][36]

勲章等
| 受章年                     | 略綬 | 勲章名                   | 備考 |
| -------------------------- | ---- | ------------------------ | ---- |
| 1882年（明治15年）6月17日  |      | 勲三等旭日中綬章         |      |
| 1888年（明治21年）5月29日  |      | 勲二等旭日重光章         |      |
| 1889年（明治22年）3月5日   |      | 勲一等瑞宝章             |      |
| 1889年（明治22年）11月25日 |      | 大日本帝国憲法発布記念章 |      |

## 著作
- 『梧陰存稿』 小中村義象編纂、六合館、1895年9月上巻・下巻
- 「井上毅・牧野伸顕文書抄」（大久保利謙編 『明治文化資料叢書 第8巻 教育編』 風間書房、1961年5月）
- 『井上毅伝 史料篇』 井上毅伝記編纂委員会編、國學院大學図書館、1966年11月-1977年3月（全6巻）、ISBN 4130979817
  - 『井上毅伝 史料篇外篇 近代日本法制史料集』 國學院大學日本文化研究所編、國學院大學、1979年3月-1999年3月（全20巻）
  - 『井上毅伝 史料篇補遺』 國學院大學日本文化研究所編、國學院大學、1994年3月-2008年3月（全2巻）、ISBN 4130979825

著書
- 『仏国 司法三職考』 畏三堂、1878年2月
- 『内外臣民 公私権考』 哲学書院〈憲法衍義〉、1889年9月
- 『憲法第六十七条ニ関スル意見』 井上毅、1891年2月
- 『国ノ境遇ト地租軽減』 忠愛社、1892年3月
- 『北海道意見』 東邦協会仮事務所、1892年12月

訳書
- 『王国建国法』 明法寮、1875年3月第一・第二
- 『治罪法備攷上編』 司法省検事局、1974年7月第一-第六 ／ 警視局、1877年3月第七-第九 ／ 信山社出版〈日本立法資料全集〉、2011年6月、ISBN 9784797263787
  - 『治罪法備攷下編』 警視局、1978年3月第一-第五 ／ 信山社出版〈日本立法資料全集〉、2011年7月、ISBN 9784797263794
- 『孛国憲法』 博文社、1882年6月
- 『奢是吾敵論』 ビュフヲン著、大日本農会、1885年9月上・下

## 関連文献
- 木村匡 『井上毅君教育事業小史』 安江正直ほか、1895年1月 ／ 国書刊行会〈明治教育古典叢書〉、1981年4月
- 平田信治編纂 『元田井上両先生事蹟講演録』 元田井上両先生頌徳会、1913年9月
- 富島末雄編纂 『井上毅先生』 熊本地歴研究会、1934年2月
- 國學院大學図書館調査室梧陰文庫整理委員会編 『梧陰文庫目録』 國學院大學図書館、1963年11月
  - 國學院大學日本文化研究所編 『梧陰文庫総目録』 東京大学出版会、2005年3月、ISBN 4130262092
- ヨゼフ・ピタウ 『井上毅と近代日本の形成』 時事通信社〈時事新書〉、1967年5月
- 海後宗臣編 『井上毅の教育政策』 東京大学出版会、1968年2月、ISBN 4130560735
- 梧陰文庫研究会編 『明治国家形成と井上毅』 木鐸社、1992年6月、ISBN 4833221683
- 野口伐名 『井上毅の教育思想』 風間書房、1994年2月、ISBN 4759908846
- 木野主計 『井上毅研究』 続群書類従完成会、1995年3月、ISBN 4797106565
- 梧陰文庫研究会編 『古城貞吉稿 井上毅先生伝』 木鐸社、1996年4月、ISBN 4833222191
- 梧陰文庫研究会編 『井上毅とその周辺』 木鐸社、2000年3月、ISBN 4833222922
- 野口伐名 『文部大臣井上毅における明治国民教育観』 風間書房、2001年2月、ISBN 4759912517
- 森川潤 『井上毅のドイツ化構想』 雄松堂出版〈広島修道大学学術選書〉、2003年1月、ISBN 4841903127
- 渡辺俊一 『井上毅と福沢諭吉』 日本図書センター〈学術叢書〉、2004年9月、ISBN 482058894X
- 國學院大學日本文化研究所編 『井上毅と梧陰文庫』 汲古書院、2006年2月、ISBN 4762941700
- 齊藤智朗 『井上毅と宗教 : 明治国家形成と世俗主義』 弘文堂〈久伊豆神社小教院叢書〉、2006年4月、ISBN 4335160453
- 長井利浩 『井上毅とヘルマン・ロェスラー : 近代日本の国家建設への貢献』 文芸社、2012年10月、ISBN 9784286126852
- 大学院六十周年記念國學院大學影印叢書編集委員会編 『井上毅宛明治顕官書翰集』 朝倉書店〈大学院開設六十周年記念國學院大學貴重書影印叢書〉、2015年2月、ISBN 9784254505436
- 木野主計編著 『井上毅と熊本国権党 : その書簡にみる』 熊本公徳会、2018年12月
- 井上俊輔 『忘れられた天才 井上毅』 国書刊行会、2019年11月、ISBN 9784336065360
- 柳田文男 『井上毅と教育思想』 晃洋書房、2020年3月、ISBN 9784771032996
- 大石眞 『井上毅 : 大僚を動かして、自己の意見を貫けり』 ミネルヴァ書房〈ミネルヴァ日本評伝選〉、2025年1月、ISBN 9784623098477

## 関連作品
小説
- 村木嵐 『やまと錦』 光文社、2017年1月、ISBN 9784334911430